# David Darling (Astronom)
David Darling (* 29. Juli 1953 in Glossop, Derbyshire) ist ein britischer Astronom und freischaffender wissenschaftlicher Autor. Er arbeitete mehrere Jahre in den USA als Manager für Anwendungssoftware für die Firma Cray Research (Supercomputer) in Minneapolis. Zu dieser Zeit schrieb er in seiner Freizeit für das Astronomy Magazine, entschied sich dann, als Vollzeit Freelancer Writer zu arbeiten. Er lebt jetzt in Dundee, Schottland.
Darling hat viele populärwissenschaftliche Arbeiten, inklusive Life Everywhere: The Maverick Science of Astrobiology (2001), publiziert. 
Seine Internet Encyclopedia of Science ist eine populäre Online-Ressource. 

## Bibliographie
- "Life Everywhere: The Maverick Science of Astrobiology" (2001).  ISBN 978-0465015634
- "The Encyclopedia of Science" website
- "The Extraterrestrial Encyclopedia: An Alphabetical Reference to All Life in the Universe" (2000) ISBN 978-0-8129-3248-5 (paperback)
- "The Complete Book of Spaceflight: From Apollo 1 to Zero Gravity" (2002) ISBN 978-0-471-05649-2 (hardcover)
- "The Universal Book of Astronomy: From the Andromeda Galaxy to the Zone of Avoidance. ISBN 978-0471265696
- "The Universal Book of Mathematics: From Abracadabra to Zeno's Paradoxes ISBN 978-0471270478
- "Teleportation: The Impossible Leap.  (2005) ISBN 978-0471470953
- "Gravity's Arc: The Story of Gravity from Aristotle to Einstein and Beyond.  ISBN 978-0471719892
- "Beyond 2000: Micromachines and Nanotechnology : The Amazing New World of the Ultrasmall
- "Equations of Eternity: Speculations on Consciousness, Meaning, and the Mathematical Rules That Orchestrate the Cosmos
- "Spiderwebs to Skyscrapers: The Science of Structure (Experiment!)
- "From Glasses to Gases: The Science of Matter (Experiment!)
- "Beyond 2000: Genetic Engineering : Redrawing the Blueprint of Life
- "Between Fire and Ice: The Science of Heat (Experiment!)
- "Sounds Interesting: The Science of Acoustics (Experiment!)
- "Up, Up and Away: The Science of Flight (Experiment!)
- "Making Light Work: The Science of Optics (Experiment!)
- "Could You Ever Live Forever
- "Deep Time
- "The New Astronomy: An Ever-Changing Universe (Discovering Our Universe)
- "Other Worlds: Is There Life Out There (Discovering Our Universe)
- "The Universe: Past, Present, and Future (Discovering Our Universe)
- "Stars: From Birth to Black Hole (Discovering Our Universe)
- "Galaxies: Cities of Stars (Discovering Our Universe)
- "Universal Book of Astronomy
- "Gravity's Arc
- "Genetic Engineering : Redrawing the Blueprint of Life (Beyond Two Thousand Ser.)
- "Soul Search : A Scientist Explores the Afterlife
- "Computers in Science (The World of Computers)
- "Zen Physics: The Science of Death, the Logic of Reincarnation" (1996)